# Duitse Toekomstprijs
De Duitse Toekomstprijs, in het Duits Deutsche Zukunftspreis, is een Duitse onderscheiding voor een topprestatie op het gebied van kunst, economie, techniek of natuurwetenschappen. Toepassingsnut, marktwaardigheid, innovatiekracht en het scheppen van arbeidsplaatsen worden daarbij ook in aanmerking genomen.
De prijs wordt sinds 1997 jaarlijks door de bondspresident uitgeloofd en is gedoteerd met 250.000 euro.

## Prijsdragers en hun projecten
| Jaar | Onderzoeksgroep | Project |
| ---- | --- | --- |
| 2024 | Norwin von Malm (woordvoerder), Stefan Grötsch, Hermann Oppermann, ams-OSRAM International GmbH, Regensburg, Fraunhofer IZM, Berlijn | ''Digitales Licht – intelligente LED-Technologie für die Welt von morgen''                                          |
| 2023 | Stephan Biber (woordvoerder), David M. Grodzki, Michael Uder, Siemens Healthineers AG, Erlangen, Uniklinikum Erlangen | ''Offen für alle – ein neues MRT für die Welt''                                                                     |
| 2022 | Thomas Kalkbrenner (woordvoerder), Jörg Siebenmorgen, Ralf Wolleschensky, Carl Zeiss Microscopy GmbH, Jena | ''Die Grundlagen des Lebens erforschen – ein neuartiges Mikroskop für die schonende 3-D-Abbildung lebender Zellen'' |
| 2021 | Uğur Şahin (woordvoerder), Özlem Türeci, Christoph Huber, Katalin Karikó, BioNTech SE, Mainz | ''mRNA-Impfstoffe für die Menschheit – erster COVID-19-Impfstoff als Beginn einer neuen Ära in der Medizin''        |
| 2020 | Peter Kürz (woordvoerder), Michael Kösters, Sergiy Yulin, Carl Zeiss SMT GmbH, Oberkochen, TRUMPF Lasersystems for Semiconductors Manufacturing GmbH, Ditzingen, Fraunhofer Institut für Angewandte Optik und Feinmechanik IOF, Jena                              | ''EUV-Lithographie – neues Licht für das digitale Zeitalter''                                                       |
| 2019 | Alexander Rinke (woordvoerder), Bastian Nominacher, Martin Klenk, Celonis, München | "Process Mining – Schlüsseltechnologie für die Zukunft der Arbeit und Wertschöpfung in Unternehmen"                 |
| 2018 | Helga Rübsamen-Schaeff (woordvoerder), Holger Zimmermann, AiCuris Anti-infective Cures GmbH, Wuppertal | "Schutz bei fehlendem Immunsystem – die lebensrettende Innovation gegen gefährliche Viren"                          |
| 2017 | Sami Haddadin (woordvoerder), Simon Haddadin, Sven Parusel, Leibniz Universität Hannover, FRANKA EMIKA GmbH, München | "Mittelpunkt Mensch – Roboterassistenten für eine leichtere Zukunft"                                                |
| 2016 | Manfred Curbach (woordvoerder), Chokri Cherif, Peter Offermann – Technische Universiteit Dresden | "Das faszinierende Material Carbonbeton – sparsam, schonend, schön"                                                 |
| 2015 | Ardeschir Ghofrani (woordvoerder), Reiner Frey, Johannes-Peter Stasch – Bayer Pharma AG, Wuppertal, Justus-Liebig-Universiteit Gießen | "Entlastung für Herz und Lunge – vom Nitroglyzerin zu innovativen Therapien“ (Riociguat)"                           |
| 2014 | Stephanie Mittermaier (woordvoerder), Peter Eisner und Katrin Petersen (Prolupin GmbH, Grimmen) en Fraunhofer-Institut für Verfahrenstechnik und Verpackung | "Lebensmittelzutaten aus Lupinen – Beitrag zu ausgewogener Ernährung und verbesserter Proteinversorgung"            |
| 2013 | Jens König (woordvoerder), Stefan Nolte, Dirk Sutter, Robert Bosch GmbH mit dem Entwicklungszentrum Schwieberdingen, Friedrich-Schiller-Universität Jena, Fraunhofer-Institut für Angewandte Optik und Feinmechanik, Jena, TRUMPF Laser GmbH + Co. KG, Schramberg | "Ultrakurzpulslaser für die industrielle Massenfertigung – produzieren mit Lichtblitzen"                            |
| 2012 | Birger Kollmeier (woordvoerder), Volker Hohmann, Torsten Niederdränk, Carl von Ossietzky-universiteit Oldenburg en Siemens AG, München | "Binaurale Hörgeräte – räumliches Hören für alle"                                                                   |
| 2011 | Karl Leo (woordvoerder), Jan Blochwitz-Nimoth, Martin Pfeiffer, Technische Universiteit Dresden, Novaled AG, Heliatek GmbH, Dresden | "Organische Elektronik – mehr Licht und Energie aus hauchdünnen Molekülschichten"                                   |
| 2010 | Peter Post (woordvoerder), Markus Fischer, Andrzej Grzesiak, Festo AG & Co. KG., Esslingen am Neckar, Fraunhofer-Institut für Automatisierung und Produktionstechnik (IPA), Stuttgart                                                                             | "Vorbild Elefantenrüssel – ein Hightech-Helfer für Industrie und Haushalt"                                          |
| 2009 | Frank Misselwitz (woordvoerder), Dagmar Kubitza und Elisabeth Perzborn, Bayer Schering Pharma AG, Wuppertal | "Thrombose voorkomen – één tablet kan levens redden"                                                                |
| 2008 | Jiří Marek (woordvoerder), Michael Offenberg en Frank Melzer, Robert Bosch GmbH, Reutlingen, Bosch Sensortec GmbH, Reutlingen | "Smarte Sensoren erobern Konsumelektronik, Industrie und Medizin"                                                   |
| 2007 | Klaus Streubel (woordvoerder), Stefan Illek, Osram Opto Semiconductors GmbH, Regensburg, Andreas Bräuer, Fraunhofer-Institut für Angewandte Optik und Feinmechanik (IOF), Jena                                                                                    | Licht uit kristallen – Lichtdioden veroveren ons dagelijks leven                                                    |
| 2006 | Stefan Hell, Max-Planck-Institut für biophysikalische Chemie, Göttingen | STED-Microscoop |
| 2005 | Friedrich Boecking (woordvoerder), Klaus Egger, Hans Meixner, Robert Bosch GmbH, Stuttgart, Siemens VDO Automotive AG, Regensburg | Piezo-Injectoren: nieuwe techniek voor schonere en zuinigere diesel- en benzinemotoren                              |
| 2004 | Rainer Hintsche (woordvoerder), Walter Gumbrecht, Roland Thewes, Fraunhofer-Institut für Siliziumtechnologie (ISIT), Itzehoe Siemens AG, Power & Sensor Systems, Corporate Technology, Erlangen Infineon, München                                                 | Labor auf dem Chip – Elektrische biochiptechnologie                                                                 |
| 2003 | Kazuaki Tarumi (woordvoerder), Melanie Klasen-Memmer, Matthias Bremer, Merck KGaA, Darmstadt | Lichter, helderder, sneller: vloeistofkritallen voor televisiebeeldschermen                                         |
| 2002 | Maria-Regina Kula (woordvoerster), Martina Pohl, Institut für Enzymtechnologie der Heinrich-Heine-Universität Düsseldorf in het Onderzoekscentrum Jülich | Zachte chemie met biologische katalysatoren                                                                         |
| 2001 | Wolfgang Wahlster, Deutsches Forschungszentrum für Künstliche Intelligenz, Saarbrücken | Spraakherkendende computer als dialoog- en vertaalassistent                                                         |
| 2000 | Karlheinz Brandenburg (woordvoerder), Bernhard Grill, Harald Popp, Elektronische Medientechnologie des IIS-A, Ilmenau | MP3-Comprimering |
| 1999 | Peter Gruss (woordvoerder), Herbert Jäckle, Max-Planck-Institut für biophysikalische Chemie, Göttingen | Moleculairbiologisch handelen voor innovatieve therapieën                                                           |
| 1998 | Peter Grünberg, Onderzoekscentrum Jülich | Ontdekking van het GMR-effect                                                                                       |
| 1997 | Christhard Deter, LDT GmbH & Co. Laser-Display-Technologie KG, Gera | Laser-grootbeeldprojectie met platste beeldscherm die variabel is in grootte, norm en kleur                         |